# Margaret Mead
Margaret Mead (16/12/1901 – 15/11/1978), một trong những nhà nhân học văn hóa Mỹ nổi tiếng, người được biết đến là học giả và diễn giả trên nhiều phương tiện truyền thông trong suốt những năm 1960 - 1970. Bà là người đem nhân học vào văn hóa Mỹ và phương Tây hiện đại đồng thời là nhà nhân học rất được tôn trọng. Thông qua những nghiên cứu của bà, nhiều người đã học về nhân học và tầm nhìn toàn diện về con người.

## Cuộc đời
Mead sinh tại Philadelphia, Pennsylvania (Mỹ) trong một gia đình trí thức. Ba của Mead, Edward Sherwood Mead, là giáo sư kinh tế tại trường Wharton thuộc trường Đại học Pennsylvania; mẹ của Mead, Emily (Fogg) Mead là nhà xã hội học.
Mead theo học triết học và lấy bằng Cử nhân ở trường Cao đẳng Barnard tại New York năm 1923. Sau đó, bà lấy bằng Thạc sĩ (1924) và Tiến sĩ (1929) tại trường Đại học Columbia, được học dưới sự giảng dạy của Giáo sư Franz Boas và Tiến sĩ Ruth Benedict. Ngành nhân học, đối với bà, như một phương pháp mới để mang đến sự hiểu biết về hành vi con người trong tương lai.
Vào năm 1925, bà thực hiện chuyến điền dã đầu tiên tại đảo Ta’u trong quần đảo Samoa thuộc Polynesia (Nam Thái Bình Dương), để tìm hiểu về người Samoa, tập trung nghiên cứu về những cô gái vị thành niên. Từ những nghiên cứu, bà viết thành quyển sách Coming of Age in Samoa, trở thành quyển sách bán chạy nhất và được dịch ra nhiều thứ tiếng trên thế giới.
Năm 1926, bà làm trợ lý phụ trách tại Bảo tàng lịch sử tự nhiên Mỹ, New York. Đến năm 1929, bà đến đảo Manus tại New Guinea nghiên cứu về những cư dân trẻ tuổi và cách họ định hình trong xã hội trưởng thành. Quyển sách Growing up in New Guinea được xuất bản. Mead trở thành nhà nhân học đầu tiên dùng quan điểm đa văn hóa để nhìn sự phát triển loài người (lịch sử nhân loại).
Năm 1938, bà đến nghiên cứu ở Papua, New Guinea. Bà tìm thấy những cách mới trong chứng minh sự kết nối giữa nuôi dạy con cái với văn hóa người lớn, và cách chứng minh mà những biểu tượng đan xen trong đó.
Khi chiến tranh thế giới thứ hai nổ ra, việc nghiên cứu bị cắt giảm ở Nam Thái Bình Dương, Mead và Ruth Benedict trở thành nhà nhân học tình nguyện trong Viện Nghiên cứu (Institude for Intercultural Studies). Đến năm 1953, Mead trở lại đảo Manus và viết bài nghiên cứu New Lives for Old, tìm hiểu những thay đổi mạnh mẽ được tạo ra trong việc tiếp xúc với thế giới rộng lớn hơn, nghiên cứu này cho thấy một nền tảng mới cho sự nhấn mạnh của bà về khả năng lựa chọn trong những tương lai có thể.
Trong khoảng 1968 – 1970, bà trở thành giáo sư nhân học của trường Đại học Fordham thuộc khu trung tâm Lincoln, thành lập khoa nhân học. Bà tập trung nghiên cứu những vấn đề nuôi dạy trẻ con, nhân cách hóa và văn hóa.
Bên cạnh những đóng góp nhân học, bà còn đóng góp cho nghiên cứu về giới và cuộc cách mạng giới tính bằng những công trình: Sex and Temperament in Three Primitive Societies (1935), Male and Female (1949), People and Place (1959)
Năm 1979, Tổng thống Jimmy Carter công bố rằng ông đã ban tặng Huân chương Tự do (Presidential Medal of Freedom) cho Mead và gửi đến con gái bà là Mary Catherine Bateson. Margaret Mead được xem như Biểu tượng của nước Mỹ.

## Công trình nghiên cứu cá nhân
- Coming of Age in Samoa (1928) ISBN 0-688-05033-
- Growing Up In New Guinea (1930)
- The Changing Culture of an Indian Tribe (1932)
- Sex and Temperament in Three Primitive Societies (1935)
- And Keep Your Powder Dry: An Anthropologist Looks at America (1942)
- Male and Female (1949) ISBN 0-688-14676-7
- New Lives for Old: Cultural Transformation in Manus, 1928-1953 (1956)
- People and Places (1959; dành cho bạn đọc trẻ)
- Continuities in Cultural Evolution (1964)
- Culture and Commitment (1970)
- Blackberry Winter: My Earlier Years (1972; tự truyện) ISBN 0-317-60065-6

## Công trình nghiên cứu chung
- Cultural Patterns and Technical Change, biên tập viên (1953)
- Primitive Heritage: An Anthropological Anthology, biên tập cùng Nicholas Calas (1953)
- An Anthropologist at Work, editor (1959, tái bản năm 1966; một chương trong các tác phẩm của Ruth Benedict)
- The Study of Culture At A Distance, biên tập cùng Rhoda Metraux, 1953
- Themes in French Culture, cùng Rhoda Metraux, 1954
- The Wagon and the Star: A Study of American Community Initiative đồng tác giả với Muriel Whitbeck Brown, 1966
- A Rap on Race, cùng James Baldwin, 1971
- A Way of Seeing, cùng Rhoda Metraux, 1975